# Cholet
Cholet é uma comuna francesa, onde está localizada a sub-prefeitura do departamento de Maine-et-Loire, na região de Pays de la Loire.

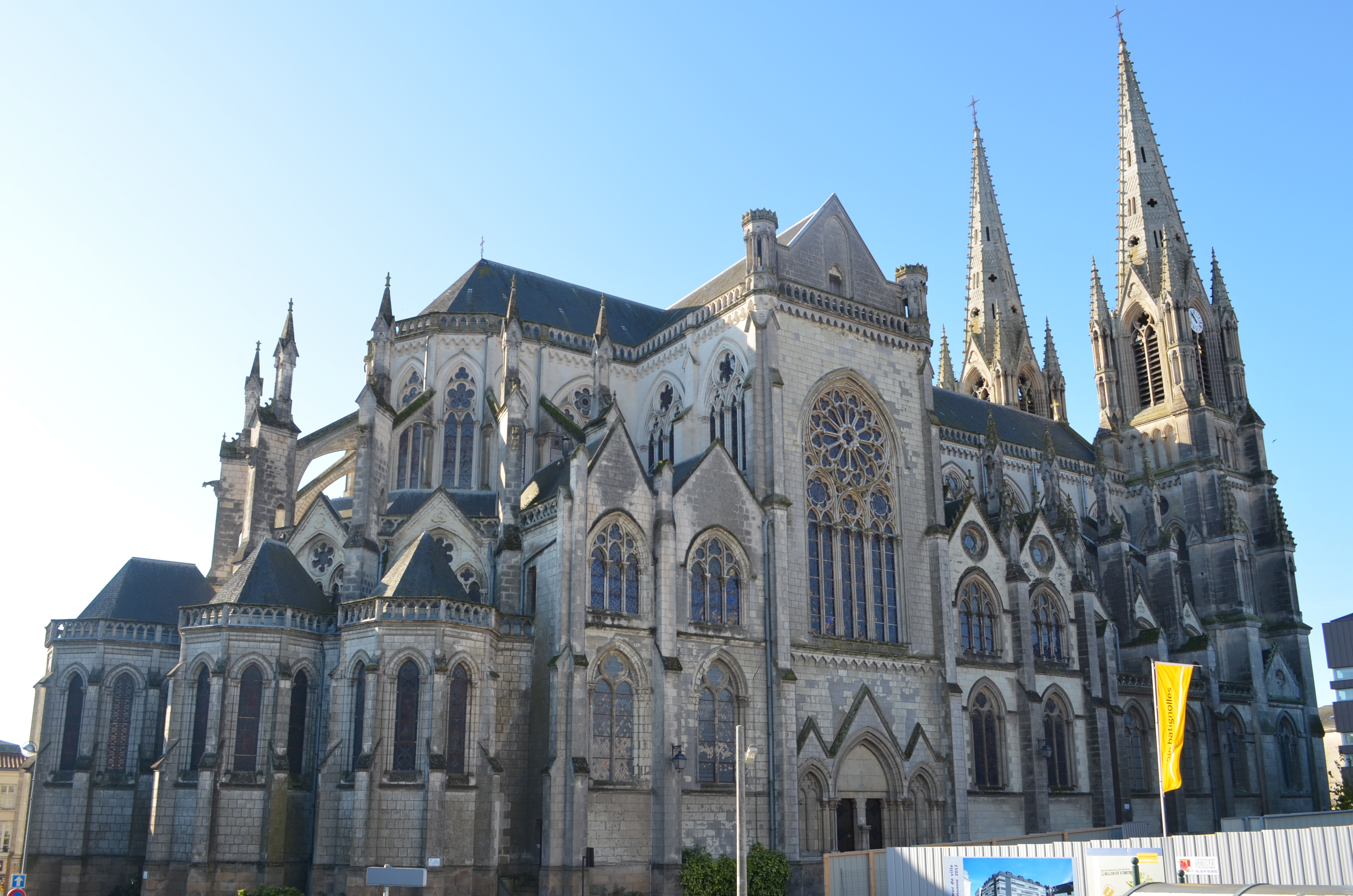
Église Notre-Dame.
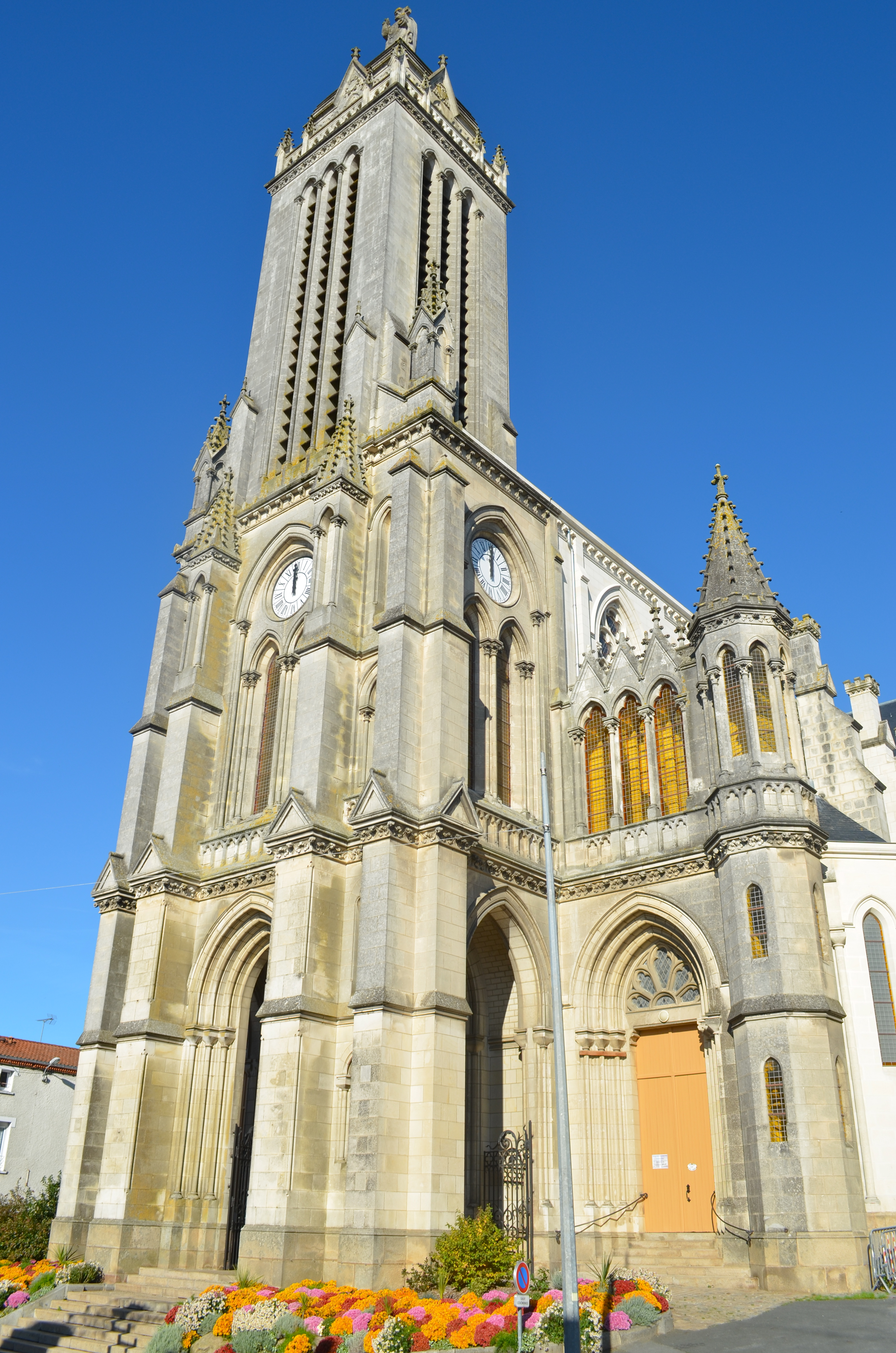
Église Saint-Pierre.
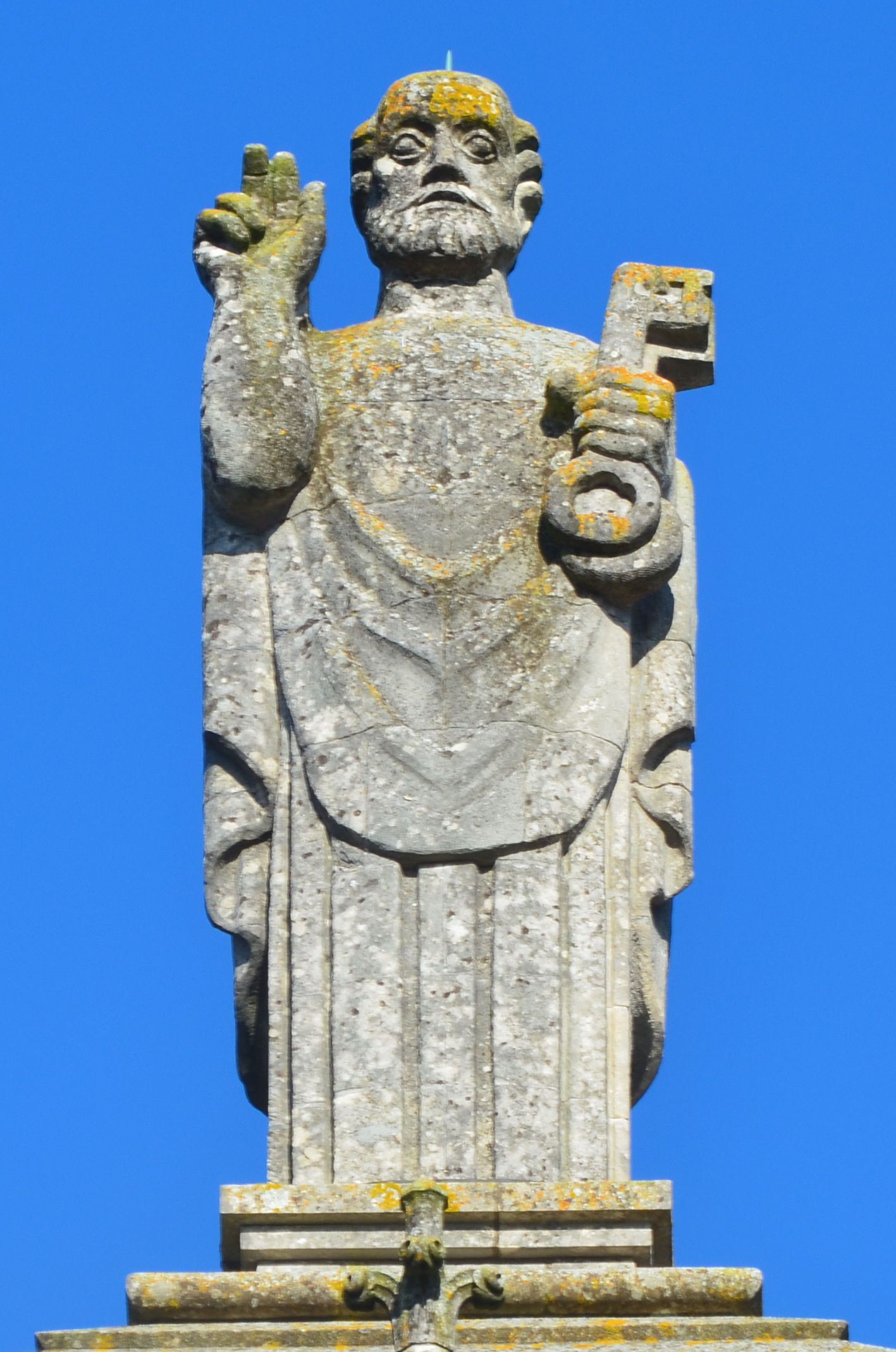
Saint-Pierre (statue au sommet de l'église).
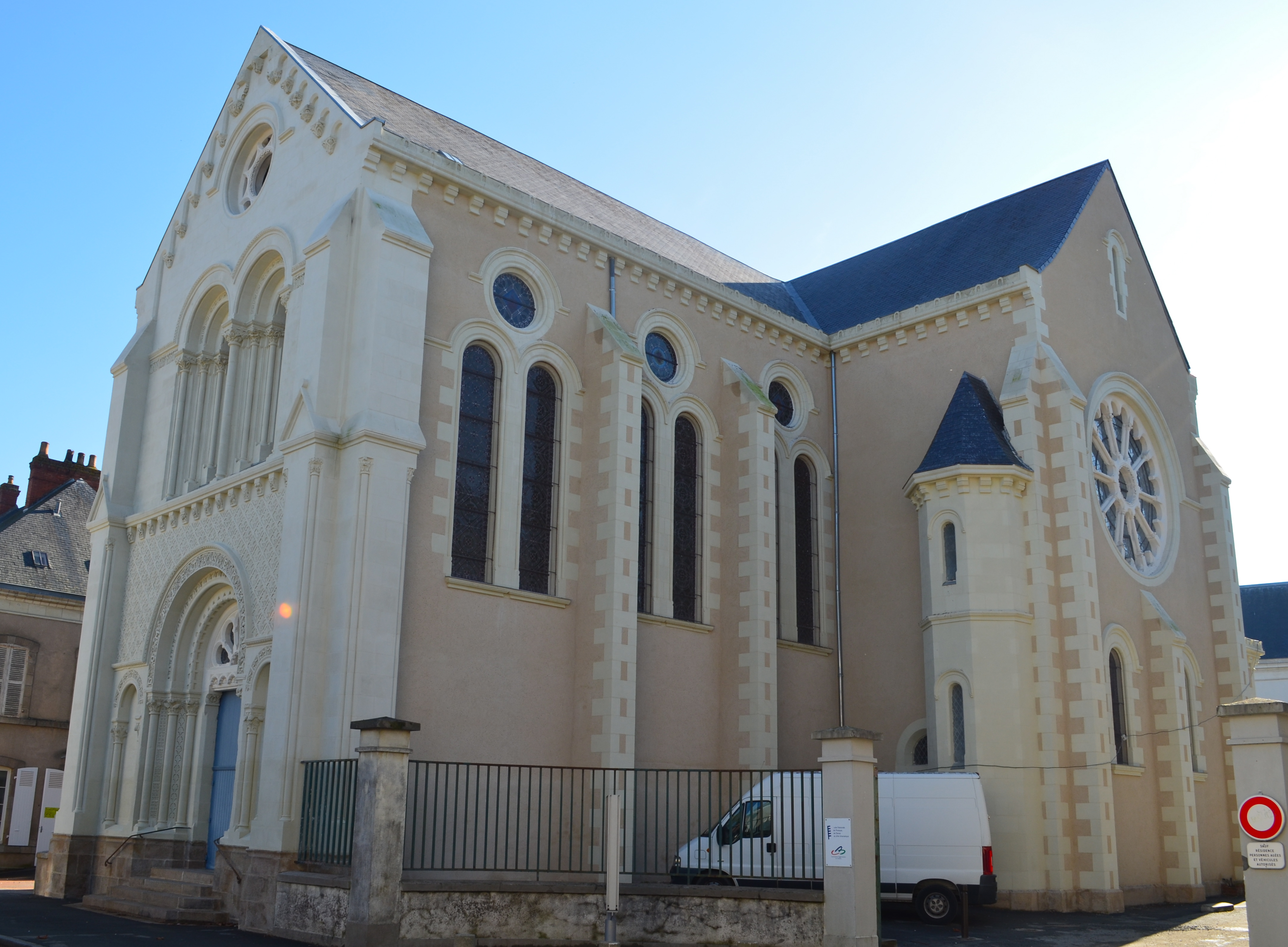
Chapelle Saint-Louis.
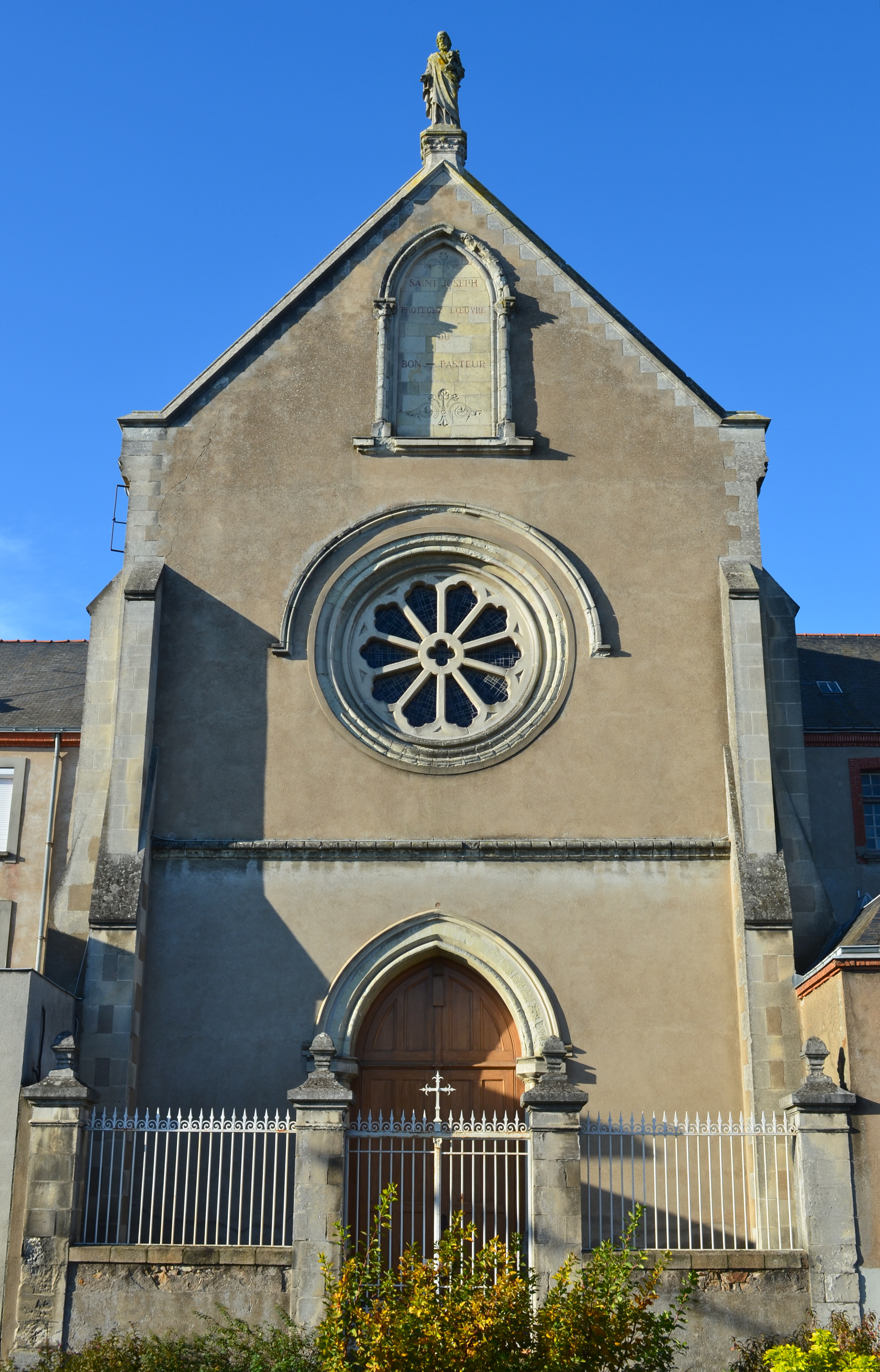
Chapelle du Bon-Pasteur.

## Tour de France
A comunidade foi o local de chegada do Tour de France de 2008, com a vitória do ciclista de Luxemburgo Kim Kirchen.

## Ligação externa
- «Sítio oficial»
- «Office de tourisme du choletais.» (em francês)
- «Le site officiel de l'Église choletaise.» (em francês)
- «Cholet - Conseil général de Maine-et-Loire.» (em francês)